# Comté de Jefferson (Arkansas)
Pour les articles homonymes, voir Jefferson et Comté de Jefferson.
Le comté de Jefferson (en anglais : Jefferson County) est un comté de l'État de l'Arkansas aux États-Unis. Au recensement de 2010, il comptait 77 435 habitants. Son siège est Pine Bluff.

## Démographie
| 1830 | 1840  | 1850  | 1860   | 1870   | 1880   | 1890   | 1900   |
| ---- | ----- | ----- | ------ | ------ | ------ | ------ | ------ |
| 772  | 2 566 | 5 834 | 14 971 | 15 733 | 22 386 | 40 881 | 40 972 |

| 1910   | 1920   | 1930   | 1940   | 1950   | 1960   | 1970   | 1980   |
| ------ | ------ | ------ | ------ | ------ | ------ | ------ | ------ |
| 52 734 | 60 330 | 64 154 | 65 101 | 76 075 | 81 373 | 85 329 | 90 718 |

| 1990   | 2000   | 2010   | - | - | - | - | - |
| ------ | ------ | ------ | - | - | - | - | - |
| 85 487 | 84 278 | 77 435 | - | - | - | - | - |